# استاروتازلاروو
استاروتازلاروو (انگلیسی: Starotazlarovo) یک شهرک در شهرستان بورایفسکی باشقیرستان کشور روسیه است.